# Turf Moor
Turf Moor est un stade de football localisé à Burnley. C'est l'enceinte du club de Burnley FC.

## Histoire
Ce stade de 21 401 places fut inauguré le 17 février 1883.
Le record d'affluence est de 54 775 spectateurs le 23 février 1924 pour un match de FA Challenge Cup Burnley FC-Huddersfield Town FC.
Le terrain fut équipé d'un système d'éclairage pour les matchs en nocturne en décembre 1957.